# Melih İbrahimoğlu
Melih İbrahimoğlu (* 17. Juli 2000) ist ein türkisch-österreichischer Fußballspieler, der zurzeit beim albanischen Erstligisten KF Egnatia unter Vertrag steht.

## Karriere

### Verein
İbrahimoğlu begann seine Karriere beim SK Slovan-Hütteldorfer AC. Im Februar 2009 kam er in die Jugend des First Vienna FC. Im September 2012 wechselte er zum SK Rapid Wien, bei dem er später auch in der Akademie spielen sollte.
Im August 2018 debütierte er für die Amateure von Rapid in der Regionalliga, als er am zweiten Spieltag der Saison 2018/19 gegen die Amateure des SKN St. Pölten in der Startelf stand. In jenem Spiel, das Rapid II mit 4:0 gewann, erzielte er auch sein erstes Regionalligator. In seiner ersten Saison bei den Amateuren kam er zu 29 Einsätzen, in denen er sieben Tore erzielte.
Im September 2019 gab er bei seinem Kaderdebüt für die Profis auch sein Debüt in der Bundesliga, als er am neunten Spieltag der Saison 2019/20 gegen den TSV Hartberg in der 84. Minute für Christoph Knasmüllner eingewechselt wurde. Insgesamt kam er in eineinhalb Jahren bei den Profis zu sechs Bundesligaeinsätzen.
Im Jänner 2021 wechselte İbrahimoğlu in die Niederlande zu Heracles Almelo, wo er einen bis Juni 2024 laufenden Vertrag erhielt. In Almelo konnte er sich aber nie durchsetzen, in den Saisonen 2020/21 und 2021/22 kam er jeweils nur zweimal in der Eredivisie zum Einsatz, aus der Heracles 2022 abstieg. Nachdem er auch in der Eerste Divisie nur dreimal eingesetzt worden war, kehrte er im Jänner 2023 nach Österreich zurück und wechselte leihweise zum Zweitligisten FC Admira Wacker Mödling. Für die Admira kam er bis Saisonende zu zwölf Einsätzen in der 2. Liga. Zur Saison 2023/24 kehrte er wieder zu Heracles zurück, kam dort aber nicht mehr zum Einsatz.
Im Jänner 2024 wechselte İbrahimoğlu zum albanischen Erstligisten KF Egnatia.

### Nationalmannschaft
İbrahimoğlu spielte im März 2019 gegen Norwegen erstmals für die österreichische U-20-Auswahl. Für diese kam er zu zwei Einsätzen. Im Oktober 2020 wurde er erstmals in den Kader der türkischen U-21-Mannschaft berufen. Für diese debütierte er im November 2020 gegen den Kosovo.

## Persönliches
Sein Bruder Mücahit (* 2005) ist ebenfalls Fußballspieler, spielt aber im Gegensatz zu Melih für Österreich.